# 法提赫清真寺
法齐赫清真寺，意为“征服者清真寺”，是一座奥斯曼帝国清真寺，位于土耳其伊斯坦布尔的法提赫区。它是伊斯坦布尔最大的土耳其 - 伊斯兰建筑之一，代表土耳其建筑发展的重要阶段。

## 历史
法齐赫清真寺是一组拥有前所未有规模的宗教和社会建筑群，由穆罕默德二世下令建造于1463-1470年，兴建在由于第四次十字军已经成为废墟的拜占庭帝国的圣使徒教堂的旧址。设计者为皇家建筑师阿提克·錫南。法齐赫清真寺是奥斯曼帝国的建筑史的第一个重大工程。
清真寺周围有一组精心设计的庫里耶建筑群，包括八所伊斯兰学校、图书馆、医院、市场、土耳其浴场、小学和为穷人提供食物的公共廚房等。建筑群占地大致为正方形，边长约325米。沿Fevzipasa 街的金角湾一侧延伸。 
最初的清真寺在1509年地震中严重受损，修复后，又先后遭受1557年地震和1754年地震的破坏，再次修复。在1776年5月22日的地震中彻底被毁，主穹顶坍塌，墙壁也被无可挽回地破坏。目前的清真寺由苏丹穆斯塔法三世完成于1771年，与原先的设计完全不同，建筑师 Mimar Mehmet Tahir。

## 相关图片

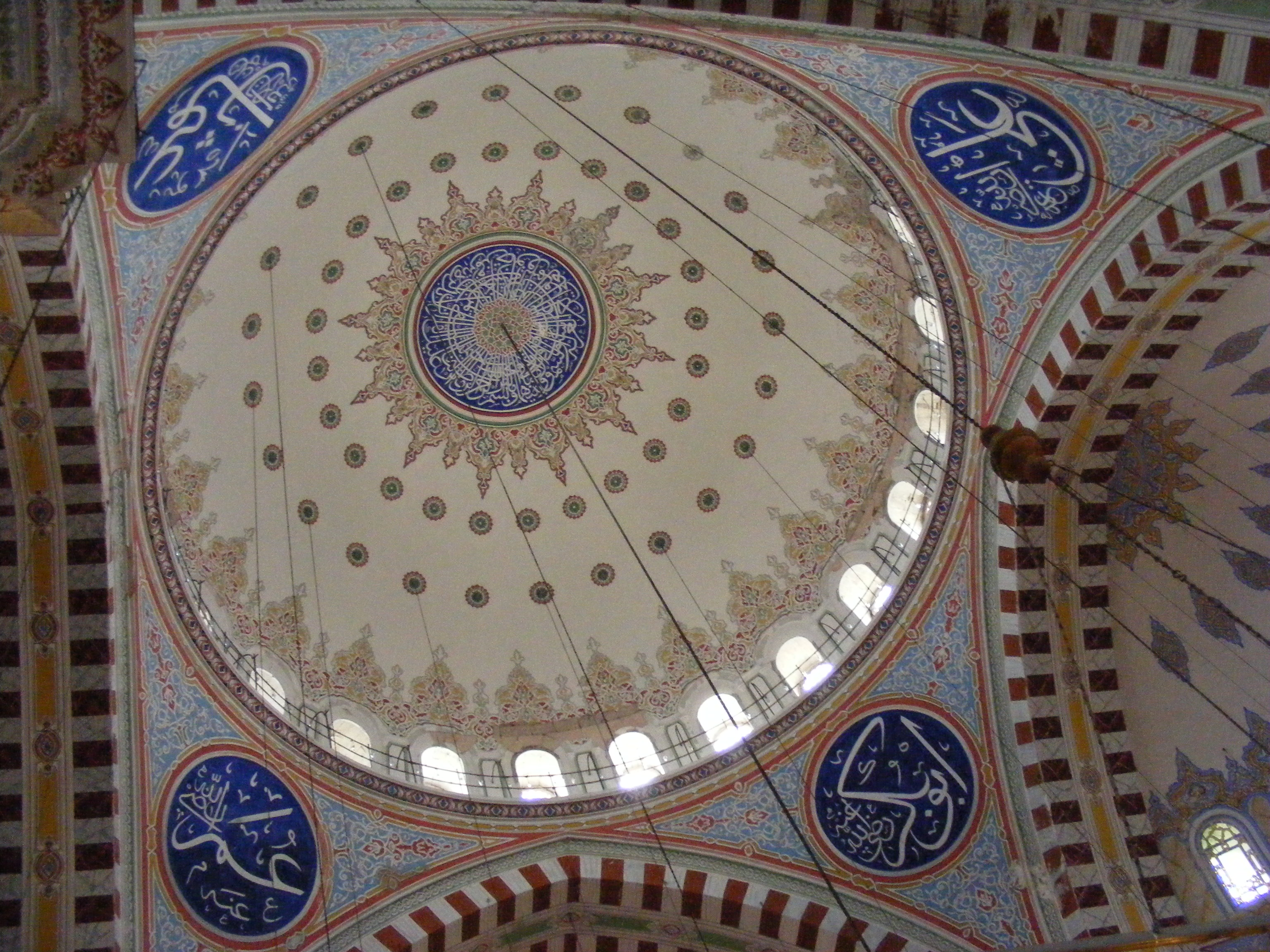
法齐赫清真寺穹顶内部